# Аларо (крепость)
Аларо (исп. Castell d'Alaró) — руины каменной крепости на 825-метровой горной вершине в муниципалитете Аларо на испанском острове Мальорка. Крепость расположена примерно в трёх километрах к северу от одноимённого города. С 1931 года руины являются в Испании памятником культурного наследия и в настоящее время принадлежит муниципальным властям Аларо, епархии Майорки и частному владельцу.

## История
Существование поселения на месте Аларо прослеживается с бронзового века. В эпоху владычества на Балеарских островах Римской империи укрепления на горе построили легионеры для контроля над окружающими долинами.

### Ранний период
Первые упоминания о крепости в Средние века датируются 902 годом, когда Майорку оккупировали сарацины. В то время укрепления были столь неприступными, что защитники сопротивлялась завоевателям более восьми лет.
В 1229 году на остров высадилась армия арагонского короля Хайме I. Последним оплотом мусульман была крепость Аларо. Христиане два года осаждали её и лишь после заключения специального соглашения в 1231 году мусульманские воины оставили укрепления и покинули остров. Из-за стратегического значения Хайме I на некоторое время передал контроль над крепостью тамплиерам.
В 1285 году крепость Аларо вновь оказалась в осаде. На этот раз из-за конфликта арагонского короля Альфонсо III со своим дядей Хайме II, который решил превратить Майорку в независимое королевство. Хайме II не желал оставаться в вассальной зависимости у Арагона и вступил в тайный союз с Францией. Альфонсо II возглавил карательную экспедицию на Майорку и смог завоевать Пальму за несколько дней. Но захват Аларской крепости оказался очень трудной задачей. Окончательно похоронил надежды местной знати на автономию король Педро IV Арагонский, который в 1349 году разгромил отряды Хайме III и также осаждал Аларо.

### После XIV века

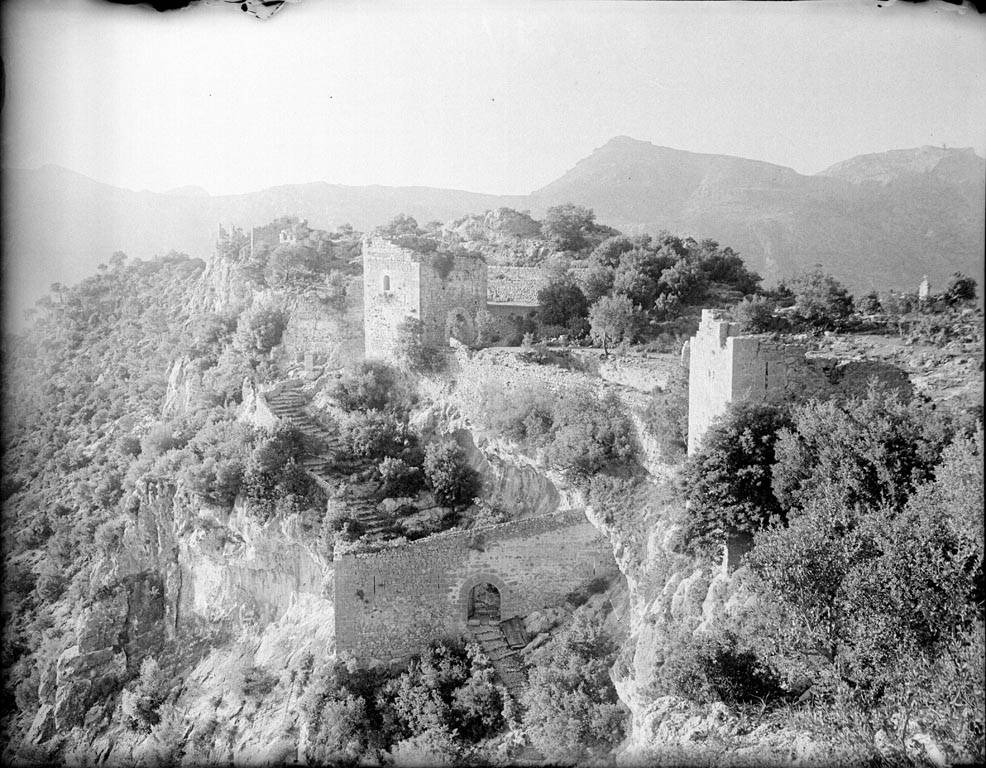
Руины крепости на фотографии 1920-х годов

В XIV и XV веках каменные укрепления постепенно приходили в упадок и разрушались. Во время чумы в 1564 году строения крепости служили карантинной больницей. До 1741 здесь находился военный гарнизон. Но после того, как солдаты покинули укрепления, крепость потеряла своё значение. Однако на вершине горы продолжала действовать часовня, построенная в 1622 году.

## Описание
Основными защитными сооружениями были каменные стены и пять башен. В крепость можно попасть только по тропе с южной стороны. С других сторон плато окружено отвесными и практически непреодолимыми скалами.
Главный вход охраняли три уровня обороны, включавшие укрепления с бойницами и узкие ворота.
Внутри крепости находились разнообразные здания и сооружения. Выбитые в скалах глубокие ниши служили цистернами для хранения воды (они заполнялись во время дождей).
Неприступные подходы, большие запасы продовольствия, а также возможность выращивать овощи и фрукты на плато внутри крепости, позволяли выдерживать многолетнюю осаду.

## Современное использование
Комплекс открыт для посещения. Правда, непосредственно внутрь можно попасть только по протяжённой пешеходной тропе. На плато находятся остатки прежних зданий и сооружений, руины стен, а также действующая часовня, небольшая гостиница и кафе. С высоты крепости открываются захватывающие виды.

## Галерея

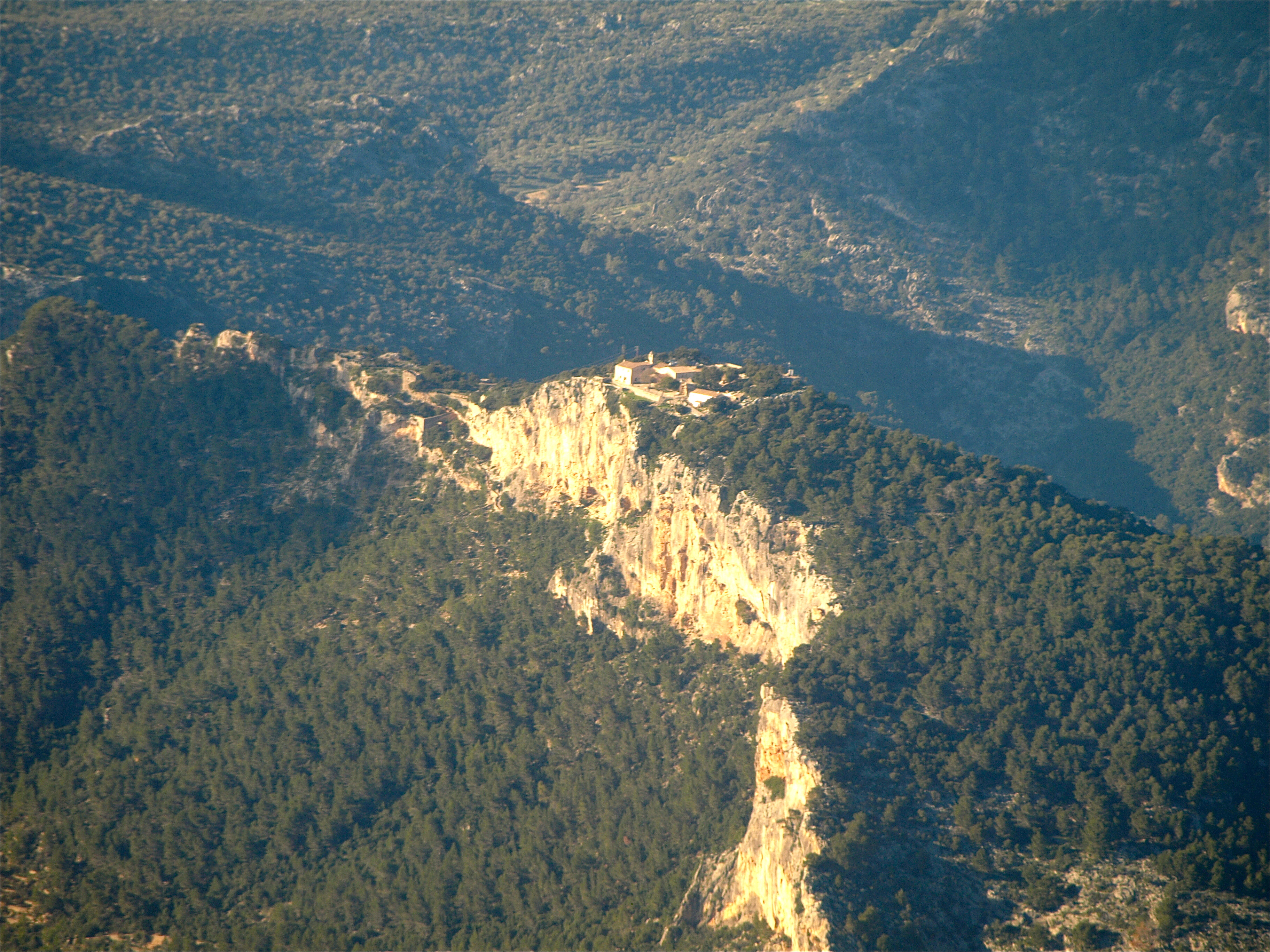
Вид на цитадель крепости с высоты птичьего полёта
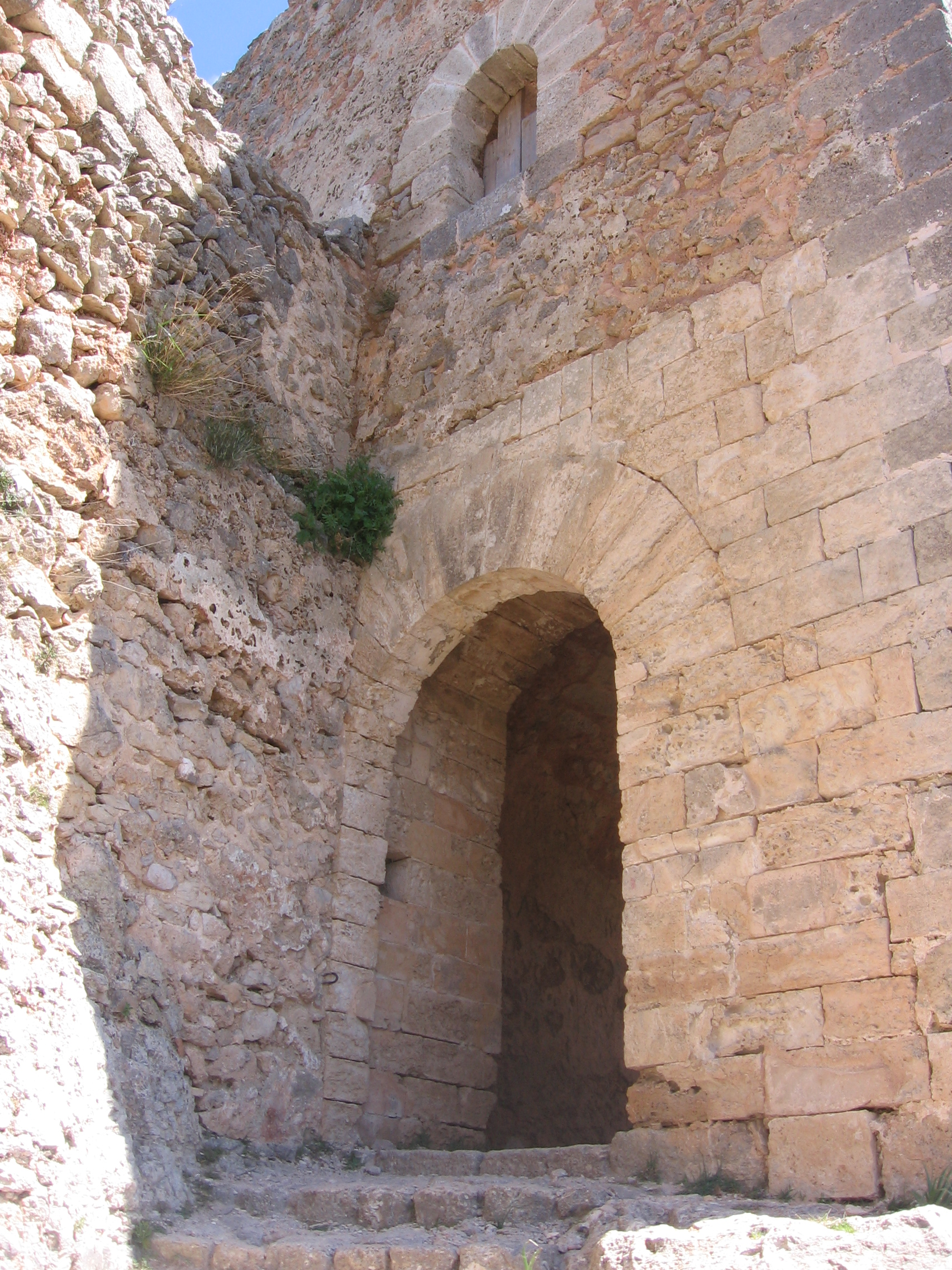
Вход в крепость
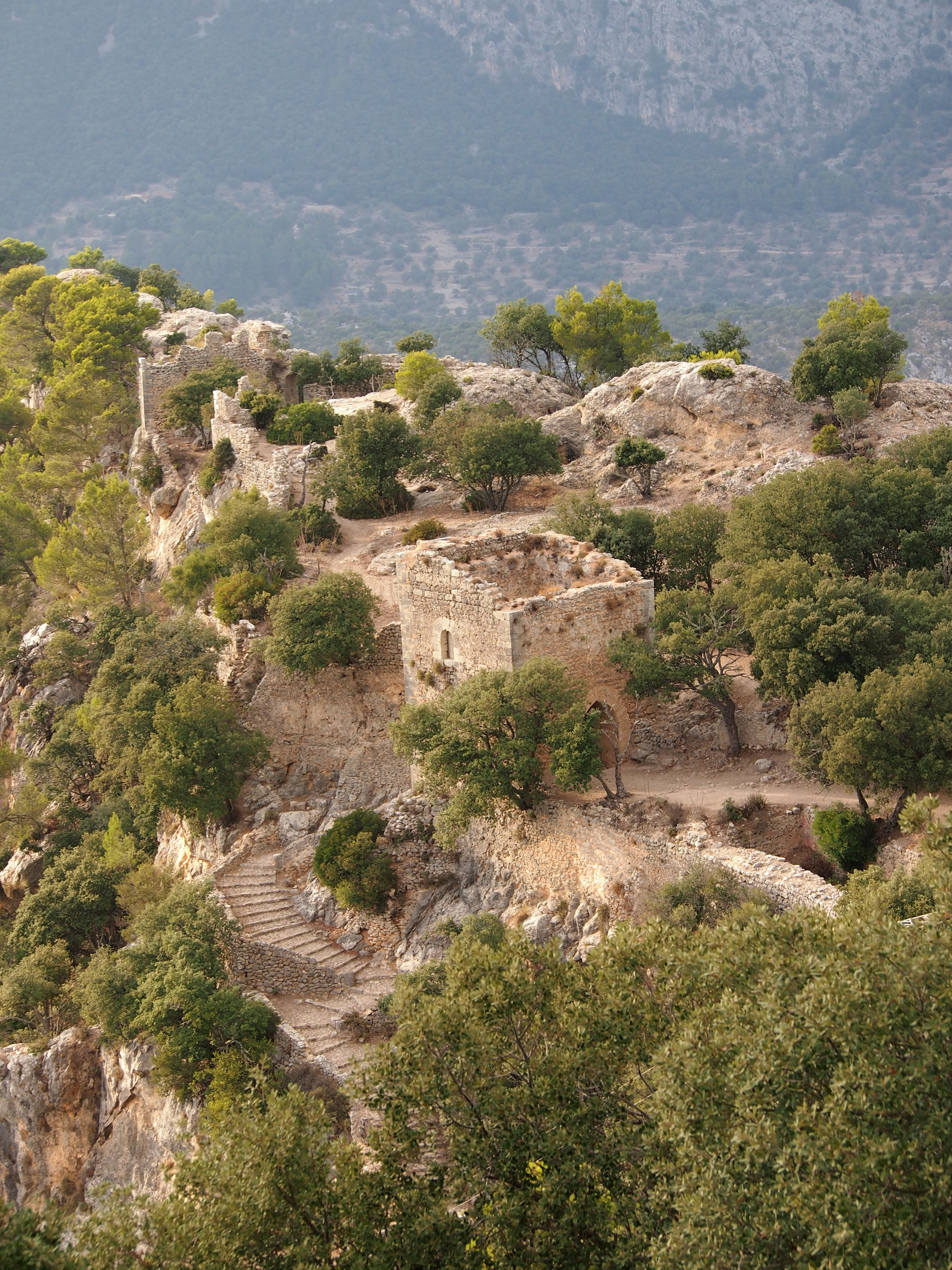
Руины бывших сооружений
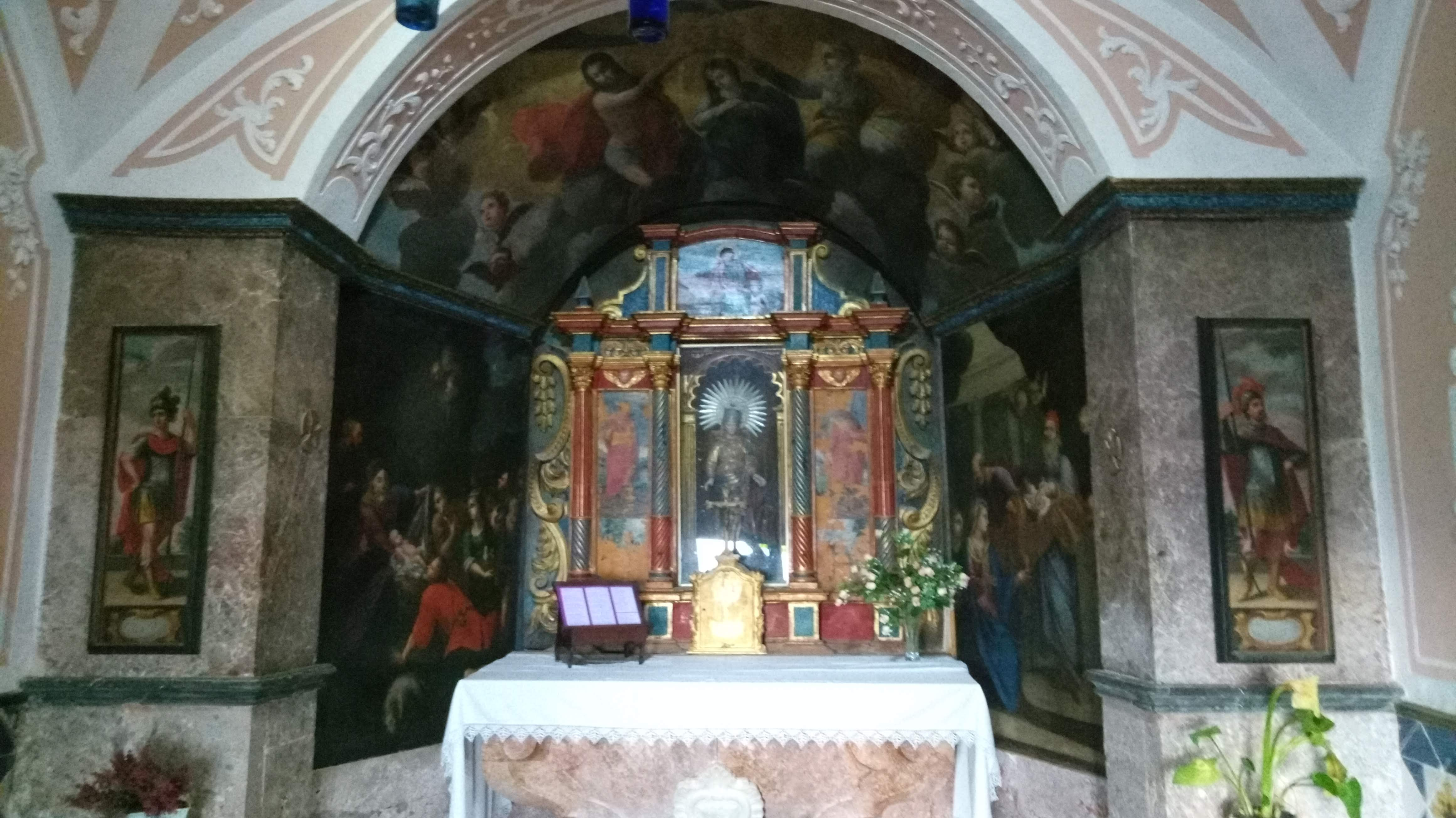
Внутри часовни
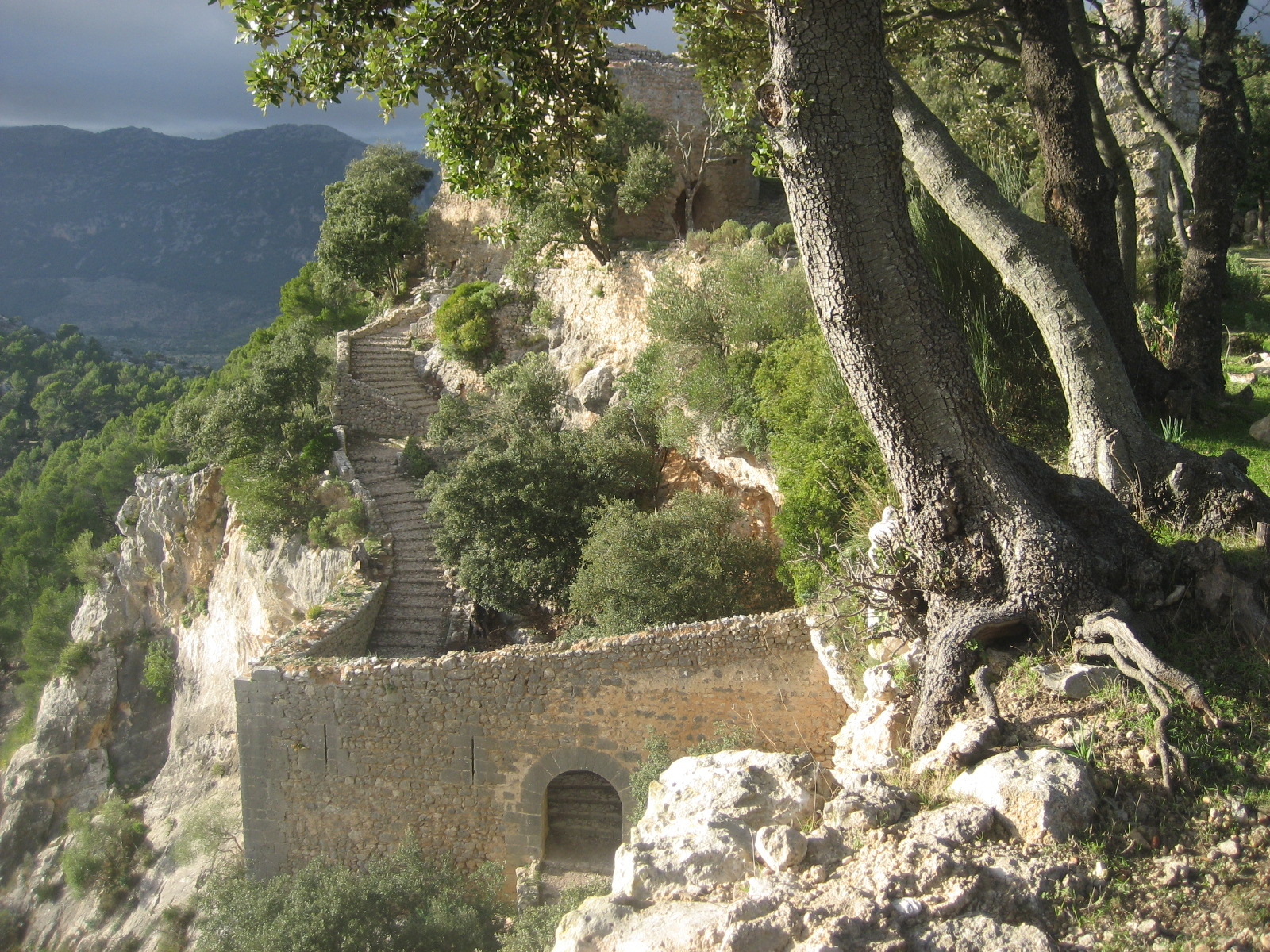
Лестница, ведущая в цитадель